# منصور کوشان
منصور کوشان (زادهٔ ۵ دیِ ۱۳۲۷ در اصفهان – درگذشتهٔ ۲۷ بهمنِ ۱۳۹۲)، شاعر، نویسنده، پژوهشگر و روزنامه‌نگار ایرانی، برندهٔ جایزهٔ آزادی بیان اوسیتزکی Ossietzky Prise، در سال ۱۳۸۹ (نوامبر ۲۰۱۰) و لوح سپاس تندیس اثر برتر ادبیات نمایشی جشنواره خانه تئاتر ایران در سال ۱۳۸۷ (می ۲۰۰۹) است.
او پس از چندین بار بازداشت شدن، سرانجام در سال ۱۳۷۷، در دورهٔ رئیس‌جمهوری محمد خاتمی، به خاطر انتشار بیانیه «ما نویسنده‌ایم» یا «متن ۱۳۴ نویسنده» و سردبیری مجله‌های تکاپو، «بوطیقای نو»، و «آدینه» ، انتشار متن «منشور کانون نویسندگان»، “داشتن چند کتاب غیرقابل انتشار در وزارت فرهنگ و ارشاد اسلامی و فعالیت در جمع مشورتی کانون نویسندگان، در دادگاه انقلاب، همراه دیگر دوستان و همکارانش محکوم می‌شود.
کوشان برای سخنرانی در پنجاهمین سال اعلامیهٔ جهانی حقوق بشر (۱۰ دسامبر ۱۹۹۸) به نروژ سفر می‌کند و پس از آگاهی از خبر کشته شدن دوستان و همکارانش، محمد مختاری و محمدجعفر پوینده در جریان قتل‌های زنجیره‌ای ناگزیر به زندگی در تبعید می‌شود. منصور کوشان، چند سال مدیر هنری تئاتر سولبرگ شهر استاوانگر در نروژ بود و هفت نمایش‌نامه از خود و نویسندگان جهانی را به زبان نروژی طراحی و کارگردانی کرد و اجراهای موفقی از آن‌ها در روی صحنه داشت.

## زندگی
در پنجم دی ماه ۱۳۲۷ در اصفهان زاده شد. در سال‌های جوانی شعر و نمایشنامه می‌نوشت و از نسل جوان حلقهٔ جنگ اصفهان بود.
از او در همان سال‌های جوانی نمایشنامه‌های «تصویر من»، «ساعت کوبنده چیست، ساعت کوبنده» و «بودن از نبودن» در دانشگاه اصفهان به روی صحنه رفت.
کوشان در سال ۱۳۵۳، پس از این که نمایشنامه اش «فریادی برای گوش‌های کر» در صحنه اجرا شد، برندهٔ اول جشنواره تئاتر شهرستان‌ها گشت، تله ویزیون ملی آن را ضبط و پخش کرد، و هم چنین برنده نمایشنامه‌نویسی سال به خاطر نمایشنامه «روزنامه‌های دیروز، امروز و فردا» از طرف سازمان تلویزیون ملی ایران گشت و پس از به عنوان مسئول مرکر فرهنگی اصفهان به استخدام سازمان رادیو تلویزیون ملی ایران درآمد.
در این سال‌ها، منصور کوشان در کنار طراحی و کارگردانی نمایشنامه‌هایی از خود و دیگران، کلاس‌های آموزش نمایشنامه‌نویسی و کارگردانی نیز داشت و با گروه تئاتر دانشگاه اصفهان همکاری می‌کرد. اما از آن جا که اجرای نمایش‌های او، مانند «الف، لام، میم»، «وعدهٔ ملاقات»، «بودن از نبودن» و … با مشکل ساواک روبرو شد، در پاییز سال ۱۳۵۴ اصفهان را به مقصد تهران ترک کرد.
کوشان در تهران، ضمن نوشتن نمایشنامه و انتشار آن‌ها چون «قربانیان خواب پنهان» در نشریه‌هایی چون ماهنامه رودکی، با تلویزیون و مطبوعات همکاری می‌کرد. چنان‌که نقدهای بسیاری از او در بارهٔ تئاتر دیدگاه تازه‌ای در نقد تئاتر را باب کرد. از سری کارهای او می‌توان به بررسی کامل نمایشنامه‌های اکبر رادی در ویژه نامه‌های روزنامه آیندگان و ماهنامه رودکی اشاره کرد.
منصور کوشان پس از انقلاب سال ۱۳۵۷، همکاری اش را با صدا و سیما قطع کرد و هفته‌نامهٔ «ایران» را تا بهار سال ۱۳۵۹، منتشر کرد که خود مدیر و سردبیر آن بود. از پس از تعطیلی تمام نشریه‌های آزاد، کوشان نیز چون بسیاری از شاعران و نویسندگان تا سال ۱۳۶۴ خانه‌نشین بود و در همین سال‌ها، به دلیل محدودیت‌های سانسور به ویژه برای تئاتر، رو به داستان‌نویسی و رمان‌نویسی آورد.
او از سال ۱۳۶۴ تا ۱۳۶۷ با صدا و سیما به صورت برنامه‌ای همکاری کرد و چند نمایشنامه تلویزیونی، مجموعه تلویزیونی و فیلم ساخت که همهٔ آن‌ها توقیف یا با سانسور بسیار پخش شدند. از آثاری که در این دوره ساخت و هرگز پخش نشد، نمایش «در حضور»، فیلم «بچه مردم»، سریال «اندرلطایف روزگار» را می‌توان نام برد و از مجموعه‌های پخش شده باسانسور شدید، سریال «ز هر کوی، ز هر کوی» یا «به دنبال سیمرغ»، که بازسازی زندگی و آثار شخصیت‌های مهم تاریخ ادبیات و عرفان ایران چون سنایی غزنوی، بایزید بسطامی، فریدالدین عطار، ابوریحان بیرونی، مولوی بلخی، مصلح الدین سعدی، ناصر خسرو قبادیانی، ابوسعید ابوالخیر و … بود.
فضای ناامن و پلیسی تلویزیون و سانسور پی در پی، کوشان را بر آن داشت تا باز به سوی نقد و روزنامه‌نگاری روی بیاورد. از این رو پس از همکاری با دورهٔ نخست «آدینه» و انتشار مقاله‌هایی دربارهٔ تئاتر، تلویزیون، شعر و عرفان، سردبیری ماهنامهٔ «دنیای سخن» را به عهده گرفت و پس از تعطیلی موقت این نشریه، با همکاری عباس معروفی مجله گردون را منتشر کرد و کوشید به مفاد بیانیه‌ای که در بارهٔ نسل سوم ادبیات ایران منتشر کرده بود، جامهٔ عمل بپوشاند.
در همین دوره که تا حدودی امکان فضای فرهنگی به وجود آمده بود، کوشان موفق شد رمان «محاق» و مجموعه داستان «خواب صبوحی و تبعیدی‌ها» را منتشر کند که هر دو با استقبال خوانندگان روبرو شد.
پس از توقیف و انتشار مجدد مجله گردون، کوشان دیگر همکاری اش را با آن ادامه نداد و در سال ۱۳۷۰ ضمن فعالیت در راستای احیای کانون نویسندگان، موفق شد ماهنامهٔ «تکاپو» را تا سال ۱۳۷۲ منتشر کند که هم نقش مهمی در شکل‌گیری جمع مشورتی کانون نویسندگان داشت و هم نقش مهمی در معرفی ادبیات مدرن و یکی از مهم‌ترین و تأثیرگذارترین نشریه‌های ادبی بعد از انقلاب ۵۷ محسوب می‌شود.
کوشان بعد از تعطیلی تکاپو، در کنار فعالیت در جمع مشورتی کانون نویسندگان، انتشار کتاب‌هایش، چون مجموعه شعرهای «قدیسان آتش و خواب‌های زمان»، «سال‌های شبنم و ابریشم»، مجموعه داستان‌های «واهمه‌های مرگ» و «واهمه‌های زندگی» و رمان «آداب زمینی» را منتشر کرد و دو شمارهٔ گاه نامه «بوطیقای نو» را. او پس از یک وقفهٔ طولانی که پس از ماجرای اتوبوس ارمنستان پیش آمد و هیچ فعالیت فرهنگی نداشت، مجموعه شعر «مفهوم دیگر الفبا» را منتشر کرد، رمان «راز بهار خواب» و سه کتاب نمایشی به نام‌های «محفل عاشقان» (۴ نمایشنامه)، «بازی‌های پنهان» (۴ نمایشنامه) و «ماجراهای شگفت‌انگیز اولیس» (نمایش نامهٔ بلند) را جهت دریافت مجوز انتشار به وزارت فرهنگ و ارشاد اسلامی داد و چون مجوز نگرفتند، سردبیری مجله «آدینه» را به عهده گرفت و آن را پس از سال‌ها، به صورت دو هفته‌نامه و مرتب منتشر کرد تا این که محکوم به کشته شدن و رفتن از ایران شد و آدینه تعطیل و توقیف گشت.
از فعالیت‌های دیگر منصور کوشان، می‌توان به همکاری او در برپایی "سمینار صدمین سال نیما یوشیج" در هتل بادله ساری، مسولیت او در دعوت از نویسندگان برای سفر به ارمنستان، تدوین و جمع‌آوری امضای بیانیه "ما نویسنده ایم" یا "متن ۱۳۴" و یکی از اعضای اصلی هیئت برگزاری و تدارک "مجمع عمومی کانون نویسندگان" اشاره کرد.
وی در ماجرای اتوبوس ارمنستان در سال ۱۳۷۵ و در جریان قتل‌های زنجیره‌ای در لیست چهره‌های فرهنگی اعزامی بود که قرار بود در اتوبوس توسط دولت جمهوری اسلامی به منظور قتل به ته دره فرستاده شوند. محمد رسول‌اف فیلم دست‌نوشته‌ها نمی‌سوزند را بر مبنای آن ساخت.
طی سال‌های ۱۳۶۵ تا ۱۳۷۸، منصور کوشان بارها به صورت انفرادی یا همراه دیگر نویسندگان بازداشت و مورد بازجویی قرار گرفت. آخرین بازداشت او در مهر ماه ۱۳۷۴ صورت گرفت که ادامه آن همراه شد با تعقیب او، دوستان و همکارانش و نهایت کشته شدن محمد مختاری و محمدجعفر پوینده.
هم‌زمان با بازداشت نویسندگان و اوج قتل‌های زنجیره‌ای کوشان این شانس را یافت که به مناسبت پنجاهمین سال اعلامیهٔ حقوق بشر، از طرف خانهٔ آزاد یبان و انجمن قلم نروژ برای سخنرانی به اسلو دعوت شد و در روز ۸ دسامبر، یک روز بعد از گم شدن محمد مختاری ایران را ترک کرد و چون چند روز بعد از کشته شدن مختاری و پوینده، لیست مرگ نویسندگان افشا و منتشر شد و نام او در صدر آن قرار داشت، دیگر به ایران بازنگشت.
از دسامبر سال ۱۹۸۹ تا سال ۱۹۹۹ میلادی را منصور کوشان در کشورهای مختلف اروپا گذراند. او در شهرهای کشورهای مختلف ده‌ها جلسه شعرخوانی، داستان خوانی و سخنرانی داشت. در نیمه دوم سال ۱۹۹۹ پناهندگی سیاسی نروژ را پذیرفت و برای نوشتن بخش ایران «دایرت المعارف سانسور جهان» با ۱۴ نویسنده دیگر از کشورهای مختلف همکاری کرد. این کتاب هم‌زمان با افتتاحیه کتابخانه اسکندریه در مصر، به زبان نروژی و انگلیسی منتشر شده است.
منصور کوشان از آوریل سال ۲۰۰۰ به عنوان نویسندهٔ مهمان در شهر استاوانگر، در جنوب غربی نروژ اقامت داشت. او پس از یک سال مدیر هنری تئاتر سولبرگ این شهر شد و نمایشنامه‌هایی از خود و نویسندگان جهان را به زبان نروژی طراحی و کارگردانی کرد که با استقبال تماشاگران و به ویژه منتقدان روبرو شد.
نمایش‌نامه‌های "G.U.D" یا "خداً اثر منصور کوشان، "Siste sjanse" یا "آخرین شانس" نوشته مشترک منصور کوشان و Jan Olav Brynjulfsen و نمایشنامه Yerma اثر فدریکو گارسیا لورکا، Invitasjon یا "دعوت" اثر منصور کوشان، Intet nytt یا "هیچ خبر"، برداشتی از نمایشنامه "آسانسور آشپزخانه" اثر هارولد پینتر و Nora + Nora اثر منصور کوشان را به روی صحنه برده است.
نمایشنامهٔ G.U.D" و کارگردانی "آخرین شانس" توانست پشتوانه اتحادیه نمایشنامه‌نویسان نروژی را جلب کند و مبلغ ۵۰ هزار کرون سال ۲۰۰۲ این نهاد معتبر را نصیب منصور کوشان گرداند.
از کوشان هم چنین نمایشنامهٔ "هملت یک ایرانی در تبعید" به زبان نروژی با کارگردانی Szewczyk Cezary در فستیوال تئاتر شمال نروژ اجرا شده است و آثاری به نروژی از او منتشر شده مانند رمان "محاق"، داستان "آوازهای خاموش در تبعید" و ده‌ها شعر و مقاله.
در طی همین سال‌ها منصور کوشان توانست رمان‌ها و نمایشنامه‌ها و داستان‌ها و آثار تحقیقی دیگری بنویسد که هنوز منتشر نکرده و خبر آن‌ها را در آخر کتاب‌هایش منتشر کرده است. مانند رمان «شاهد» جلد دوم رمان «دهان خاموش»، مجموعه داستان «آوازه‌های خاموش در تبعید»، «این مادران» و…
منصور کوشان از سال 2000 در نروژ اقامت داشت و سردبیر فصل نامهٔ فرهنگی، ادبی و هنری «جنگ زمان» بود که به زبان فارسی و نروژی در آغاز هر فصل منتشر می‌شد  و از طریق شبکهٔ فروشگاه‌های آمازون به دست خوانندگانش می‌رسید.
منصور کوشان هم چنین برندهٔ جایزهٔ آزادی بیان اوسیتزکی سال ۲۰۱۰ میلادی است که هر ساله پن نروژ، به یک نویسنده یا فعال مدافع آزادی بیان اهدا می‌کند.
او که از حدود نه ماه پیش از درگذشتش و در پی ابتلا به بیماری سرطان معده در بستر بیماری بود صبح روز یکشنبه، در ۲۷ بهمن ۱۳۹۲ در سن ۶۵ سالگی در بیمارستانی در شهر استاوانگر نروژ درگذشت.

## آثار

### رمان
- زنان فراموش شده، چاپ اول نشر آرش، استکهلم، چاپ دوم انتشارات ققنوس، تهران
- دهان خاموش ،(۲۰۰۶)، نشر باران، سوئد
- تثلیث جادو (ناخدا بانو)، (۲۰۰۴)، نشر باران، سوئد
- عشق‌های شیطان، (۲۰۰۲) نشر آرش
- راز بهارخواب، (۱۹۹۹)، نشر آرش، سوئد
- آداب زمینی، (۱۳۷۰) نشر ابتکار، ایران
- محاق، (۱۳۶۹) نشر شیوا، ایران.

### مجموعه داستان
- خواب صبوحی و تبعیدی‌ها (۱۳۷۰)
- واهمه‌های مرگ (مجموعهٔ داستان)، نشر آرست، ایران
- واهمه‌های زندگی، نشر آرست، تهران
- زانیه و داستان‌های دیگر (سه‌داستان)، نشر آرش، سوئد.

### فیلم سینمایی
- شازده احتجاب، (۱۳۵۳) به عنوان بازیگر

### نمایشنامه
- انتخابات، چهار پرده، نشر H&S Media لندن، ۱۳۹۱
- نورا + نورا، دو پرده، نشر H&S Media لندن، ۱۳۹۰
- آزمودگی، نشر H&S Media لندن، ۱۳۹۰
- برابر آسمان، دوزخ، برزخ، بهشت، سه پرده، نشر H&S Media لندن، ۱۳۹۰
- آخرین شانس‌ها، سه نمایش نامه:الف، لام، میم، بداهه گویی در تبعید، آخرین شانس، نشر H&S Media لندن، ۱۳۹۰
- قربانیان خواب پنهان، (۱۳۵۴)، رودکی، تهران
- بودن از نبودن، (۱۳۵۸)، ایران، تهران
- یک بار دیگر، یک بازی دیگر، (۱۳۷۱)، تکاپو، تهران
- کسوف عروسک‌ها (دو نمایشنامه)، ۱۳۷۴، بی‌نام، تهران
- محفل عاشقان (۴ نمایشنامه)، (۱۳۷۵)، آرست، تهران
- ماجراهای شگفت‌انگیز و باورنکردنی اولیس، (۱۳۷۶)، آرست، تهران
- بازی‌های پنهان (۴ نمایشنامه) (۱۳۷۷)، آرست، تهران
- نورا+ نورا (به زبان نروژِی) (۱۳۸۹)، اسلو (Nora + Nora, et skuespil i 2 akter)
- زن نه زن، مرد نه مرد (به زبان نروژی) (۱۳۸۹)، اسلو (Kvenne ikke kvinne, man ike man, et skuespil)

و …

### مجموعه شعر
- مولودی‌های عاشقانه، نشر H&S Media لندن، ۱۳۹۰
- هزاره‌های کهن: ترانه‌های ایتالیا، ترانه‌های کهن، نشر H&S Media لندن، ۱۳۹۰
- گفت سنگ‌ها، نشر H&S Media لندن، ۱۳۹۰
- خطابه‌های زمینی: خطابه‌های عارفانه، خطابه‌های عاشقانه، نشر H&S Media لندن، ۱۳۹۰
- پنجرهٔ رو به‌جهان، (۱۳۸۸) نشر آرش، استکهلم
- مفهوم دیگر الفبا، (۱۳۷۷)، کتاب ایران تهران
- سال‌های شبنم و ابریشم، (۱۳۷۳)، نشر آرست، ایران
- قدیسان آتش و خواب‌های زمان (۱۳۷۱)، نشر آرست، ایران

و …

### تحقیق
- وارثان حکمت خسروانی، مانی و سهروردی، نشر H&S Media لندن، ۱۳۹۰
- هستی‌شناسی داستان‌های سهروردی، نشر H&S Media لندن، ۱۳۹۱
- جست و جوی خرد ایرانی، از پیش از زرتشت تا بعد از باب، نشر H&S Media لندن، ۱۳۹۰
- سفر ذهنی، سفر عینی، پژوهشی در متن‌های استوره ای، دینی و ادبی، نشر H&S Media لندن، ۱۳۹۰
- پس آنچه می‌توانستم گفت، گفت و گوهای ۱۳۶۵ تا ۱۳۸۹، نشر H&S Media لندن، ۱۳۹۰
- چالش‌های ادبیات، جستارهای در فرهنگ و ادبیات، نشر H&S Media لندن، ۱۳۹۰
- آینه‌های زمان، جستارهای در فرهنگ و جامعه، نشر H&S Media لندن، ۱۳۹۰
- ایران، ایرانی و ما، در فرهنگ و آزادی، (۲۰۰۲)، نشر آرش، استکهلم
- حدیث تشنه و آب، روایت کامل سایه روشن‌های کانون نویسندگان، قتل‌های زنجیره ای، اتوبوس ارمنستان و … (۲۰۰۴)، نشر باران، استکهلم
- فراسوی متن، فراسوی شگرد (هزارتوهای ایبسن) (نقد و بررسی) (۱۳۸۶) نشر نوروز هنر، تهران، برنده لوح تقدیر، تندیس و جایزهٔ ده میلیونی ریالی به عنوان بهترین اثر ادبیات نمایشی جشنواره تئاتر ایران
- هستی‌شناسی شعر فارسی جلد یکم، (۱۳۸۷)، نشر نوروز هنر، تهران
- ساخت در نمایش، (۱۳۵۷)، رودکی، تهران
- بررسی نمایشنامه‌نویسی ایران از آغاز تا امروز، (۱۳۵۷)، شورای عالی هماهنگی فرهنگ‌ها، وزارت فرهنگ و هنر، تهران

و …